# Ire naturreservat
Ire är ett naturreservat i Ringamåla socken i Karlshamns kommun i Blekinge.
Reservatet bildades 1986 och omfattar 59 hektar. Det är beläget 20 km norr om Karlshamn öster om Mieån med dess dalgång och består av ett ålderdomligt, traditionellt småskaligt odlingslandskap. Inom reservatet ligger den lilla sjön Västragylet.
Där finns ängar, åkrar och betesmarker som hävdats i hundratals år. Två gårdar med byggnader har restaurerats och dess miljöer utgör en betydelsefull del av reservatet. Stenrösen, stenmurar och hamlade träd är en del av kulturarvet. 
Nordvästra delen av reservatet utgörs av utmarksskogar. 
På sommaren står markerna i full blom med prästkrage, blåklocka, Jungfru Marie nycklar, slåttergubbe, jungfrulin och ängsvädd. Ängarna slås årligen. Det finns en 5 km lång kombinerad studieslinga och vandringsled i reservatet.
Naturreservatet ingår i EU:s ekologiska nätverk, Natura 2000.